# Solenopsis azteca
Solenopsis azteca är en myrart som beskrevs av Auguste-Henri Forel 1893. Solenopsis azteca ingår i släktet eldmyror, och familjen myror.

## Underarter
Arten delas in i följande underarter:
- S. a. azteca
- S. a. pallida